# Bundesregierung Somalias
Die Bundesregierung Somalias (Somali: Dowladda Federaalka Soomaaliya, arabisch حكومة الصومال الاتحادية) ist die international anerkannte Regierung der Bundesrepublik Somalia. Das aktuelle Kabinett ist seit Juni 2022 im Amt.

## Geschichte
Nach der Auflösung der Übergangsregierung, die von 2000 an regierte, wurde am 20. August 2012 eine neue Regierung, das somalische Parlament und ein neuer Staatschef gewählt. Die Regierung besteht aus der Regierung als Exekutive und dem Parlament als die Legislative. Damit ist erstmals seit 1991 wieder eine verfassungskonform gebildete Regierung im Amt.

## Funktion und Stellung im politischen System
Somalia ist eine parlamentarische Republik, was bedeutet, dass die Regierung vom Vertrauen des Parlaments abhängig ist. Sie wird über mehrere Schritte gebildet: Der vom Parlament für eine vierjährige Amtszeit gewählte Präsident ernennt einen Premierminister, der seinerseits Regierungsoberhaupt ist. Der designierte Premier muss zunächst vom Parlament bestätigt werden. Anschließend bildet der Premierminister sein Kabinett, das erneut vom Parlament abgesegnet werden muss. Die meisten exekutiven Vollmachten liegen beim Kabinett, das eine vierjährige Amtszeit hat. Der Präsident ist als Staatsoberhaupt hingegen vor allem für die Repräsentation Somalias im Ausland und die Armee (Erklärung des Ausnahme- und Kriegszustandes) zuständig. Auf dem Papier werden die Regierungsorgane dennoch durch den Präsidenten geführt, dem das Kabinett stetig berichtet.

## Bisherige Kabinette
Der erste reguläre Premierminister nach Inkrafttreten der neuen Verfassung war Abdi Farah Shirdon: Ernannt am 6. Oktober 2012, wurde Shirdon am 17. Oktober mit drei Vierteln der Stimmen vom Parlament bestätigt. Er stellte sein Kabinett am 4. November 2012 vor, dieses wurde am 13. November ebenfalls durch das Parlament abgesegnet. Nach einer Amtszeit von etwa einem Jahr sprach das Parlament am 2. Dezember 2013 der Regierung ihr Misstrauen aus und brachte sie damit zu Fall.
Abdiweli Sheikh Ahmed wurde am 12. Dezember 2013 zum Premierminister ernannt, stellte sein Kabinett am 17. Januar 2014 vor und wurde am 21. Januar 2014 bestätigt. Auch ihm war jedoch keine lange Amtszeit gegönnt – Ahmed wurde nach Unstimmigkeiten mit dem Präsidenten im Dezember 2014 durch ein Misstrauensvotum abgesetzt.
Am 24. Dezember 2014 wurde Omar Sharmarke zum neuen Premierminister ernannt. Dies wurde von allen großen Fraktionen im Land und den internationalen Organisationen begrüßt. Viele Minister seiner Regierung wurden vom vorigen Kabinett übernommen, was die Opposition einiger Parteien hervorrief. Nach einigen Umstellungen wurde das Kabinett am 9. Februar 2015 durch das Parlament bestätigt.
Hassan Ali Khaire wurde am 23. Februar 2017 vom Präsidenten Mohamed Abdullahi Mohamed zum Premierminister ernannt. Er gab sein Kabinett im März 2017 bekannt.  Nach indirekten Parlaments- und Präsidentschaftswahlen ist Hassan Sheikh Mohamud nach friedlicher Machtübergabe seit Juni 2022 Präsident.